# Ward McAllister
Ward McAllister (1891–1981) foi um ator norte-americano da era do cinema mudo.
Nascido Ward David McAllister, em Apollo, Pensilvânia, ele atuou como vilão no filme policial britânico Cocaine, em 1922.
Faleceu em Norwalk, Ohio.

## Filmografia selecionada
- General John Regan (1921)
- A Woman of No Importance (1921)
- Cocaine (1922)
- Trapped by the Mormons (1922)
- The Engineer's Thumb (1923)